# Spanische Badminton-Mannschaftsmeisterschaft 2008/09
Die Spanische Badminton-Mannschaftsmeisterschaft 2008/09 war die 23. Auflage der Teamtitelkämpfe in Spanien. Sie startete am 13. September 2008 und endete am 18. April 2009. Meister wurde CB Rinconada.

## Teilnehmende Mannschaften
| Team                    | Ort               | Spielstätte                       |
| ----------------------- | ----------------- | --------------------------------- |
| CB IES La Orden         | Huelva            | Polideportivo Diego Lobato        |
| CB Rinconada            | La Rinconada      | Pabellón Fernando Martín          |
| Ibiza BC                | Ibiza             | Polideportivo Insular Blancadona  |
| CB Pitiús               | Ibiza             | Polideportivo Insular Blancadona  |
| CB Benalmádena          | Benalmádena       | Polideportivo Arroyo de la Miel   |
| CB Alicante             | Alicante          | Pabellón Pedro Ferrándiz          |
| CB Xátiva               | Xàtiva            | Polideportivo Municipal de Játiva |
| CB Paracuellos Torrejón | Torrejón de Ardoz | Polideportivo Jorge Garbajosa     |
| Alfa Romeo Huesca       | Huesca            | Pabellón Juan XXIII               |
| CB Leganés              | Leganés           | Pabellón Leganés Norte            |
| CB Veleta               | Granada           | Pabellón de Bola de Oro           |
| CB Jorge Guillén        | Málaga            | Polideportivo Carranque           |

## Vorrunde

### Gruppe A
| N. | Team             | Punkte | Spiele | Siege | Remis | Niederlagen | Spielverh. | Sätze  | Spielpunkte |
| -- | ---------------- | ------ | ------ | ----- | ----- | ----------- | ---------- | ------ | ----------- |
| 1  | CB Rinconada     | 27     | 10     | 54    | 0     | 16          | 54-16      | 111-38 | 2860-2059   |
| 2  | CB IES La Orden  | 24     | 10     | 51    | 0     | 19          | 51-19      | 107-47 | 2948-2358   |
| 3  | Ibiza BC         | 18     | 10     | 38    | 0     | 32          | 38-32      | 80-74  | 2566-2700   |
| 4  | CB Benalmádena   | 15     | 10     | 33    | 0     | 37          | 33-37      | 80-79  | 2782-2742   |
| 5  | CB Veleta        | 6      | 10     | 19    | 0     | 51          | 19-51      | 46-110 | 2409-3017   |
| 6  | CB Jorge Guillén | 0      | 10     | 15    | 0     | 55          | 15-55      | 40-116 | 2339-3028   |

### Gruppe B
| N. | Team                    | Punkte | Spiele | Siege | Remis | Niederlagen | Spielverh. | Sätze  | Spielpunkte |
| -- | ----------------------- | ------ | ------ | ----- | ----- | ----------- | ---------- | ------ | ----------- |
| 1  | CB Paracuellos Torrejón | 30     | 10     | 52    | 0     | 18          | 52-18      | 110-45 | 3041-2301   |
| 2  | Alfa Romeo Huesca       | 24     | 10     | 46    | 0     | 24          | 46-24      | 101-59 | 3045-2591   |
| 3  | CB Xátiva               | 18     | 10     | 39    | 0     | 31          | 39-31      | 90-70  | 2899-2613   |
| 4  | CB Alicante             | 9      | 10     | 35    | 0     | 35          | 35-35      | 80-74  | 2704-2704   |
| 5  | CB Pitiús               | 9      | 10     | 33    | 0     | 37          | 33-37      | 71-87  | 2703-2837   |
| 6  | CB Leganes              | 0      | 10     | 5     | 0     | 65          | 5-65       | 15-132 | 1665-3011   |

## Viertelfinale
| Heim              | Ergebnis | Gast      | Hin | Rück |
| ----------------- | -------- | --------- | --- | ---- |
| CB IES La Orden   | 11-3     | CB Xátiva | 4-3 | 7-0  |
| Alfa Romeo Huesca | 10-4     | Ibiza BC  | 4-3 | 6-1  |

## Halbfinale
| Team 1          | Ergebnis | Team 2                  | Hin | Rück |
| --------------- | -------- | ----------------------- | --- | ---- |
| CB IES La Orden | 8-6      | CB Paracuellos Torrejón | 4-3 | 4-3  |
| CB Rinconada    | 12-2     | Alfa Romeo Huesca       | 6-1 | 6-1  |

## Finale
| Team 1       | Ergebnis | Team 2          | Hin | Rück |
| ------------ | -------- | --------------- | --- | ---- |
| CB Rinconada | 8-6      | CB IES La Orden | 4-3 | 4-3  |

## Abstiegsrunde
| Heim             | Ergebnis    | Gast       | Hin | Rück |
| ---------------- | ----------- | ---------- | --- | ---- |
| CB Benalmádena   | 7-7 (18-15) | CB Pitiús  | 4-3 | 3-4  |
| CB Alicante      | 9-5         | CB Veleta  | 5-2 | 4-3  |
| CB Jorge Guillén | 9-5         | CB Veleta  | 5-2 | 4-3  |
| CB Pitiús        | 13-1        | CB Leganes | 6-1 | 7-0  |